# فورتيتيود
فورتيتيود (بالإنجليزية: Fortitude)‏ هو مسلسل رعب إثارة نفسية بريطاني من بطولة ريتشارد دورمير، صوفي جروبول، بيورن هلينور وأليكساندرا موين، عرض الموسم الأول في الفترة من 29 يناير 2015 حتى 9 أبريل 2015.

## روابط خارجية
- فورتيتيود على موقع IMDb (الإنجليزية)
- فورتيتيود على موقع ميتاكريتيك (الإنجليزية)
- فورتيتيود على موقع روتن توميتوز (الإنجليزية)
- فورتيتيود على موقع كينوبويسك (الروسية)
- فورتيتيود على موقع ألو سيني (الفرنسية)
- فورتيتيود على موقع قاعدة بيانات الفيلم (الإنجليزية)